# 1559 Kustaanheimo
Az 1559 Kustaanheimo (ideiglenes jelöléssel 1942 BF) a Naprendszer kisbolygóövében található aszteroida. Liisi Oterma fedezte fel 1942. január 20-án, Turkuban.